# 谷口行規
谷口 行規（たにぐち ゆきのり、1968年9月27日 - ）は、日本の実業家、レーサー、ゲームクリエイターにしてユークスの創業者。広島県広島市出身。

## 経歴

### ゲーム制作者・実業家
小学生の時、大流行したインベーダーゲームに始まり、ゲーム好きが高じて高校時代はゲームソフト作りに熱中した。1年の時、広島のゲーム製作会社と契約し、2年時にアメリカの高校に編入して1989年に卒業すると、大阪府立大学工学部への入学と同時にコンパイル大阪開発室長に就任した。1993年、大学3年で24歳の時には堺市のマンションでユークスを創業し、大学卒業までに約20本の作品を開発した。卒業後はPlayStationの立体表現を活かそうとプロレスゲームを開発し、1995年に製作したPlayStation用ゲームソフト『新日本プロレスリング闘魂烈伝』はトミーから発売されてシリーズ化され、累計販売100万本の大ヒットとなった。
初めて自社ブランドで製作した『封神領域エルツヴァーユ』は国内では不発だったが、海外から引き合いが多かったことで、最初からアメリカをターゲットに製作した『WWF SmackDown!』はアメリカで200万本を超える大ヒットとなってシリーズ化され、これまでのシリーズ累計では3000万本を軽く超えていると見られる。日本では『エキサイティングプロレス』と題して発売され、シリーズ化された。この作品のモデルとなった全米最大のプロレス団体WWF（現：WWE）の日本普及にも力を入れ、テレビ放送や2002年にはWWFの8年ぶりの日本興行を横浜アリーナで実現させた。2001年、ナスダック・ジャパン（現：ヘラクレス）に上場した。
2005年には、経営不振に陥った日本最大手のプロレスリング団体の新日本プロレスをホワイトナイトでアントニオ猪木から全株式の51.5%の株を購入し、子会社化してオーナーとなった。東京スポーツやプロレス雑誌のインタビューにもたびたび登場して同社の再建に向けた情熱を語っていたが、2012年1月にはブシロードに全株式を売却し、プロレス興行から撤退している。

### レーシングドライバー
モータースポーツにも力を入れ、全日本プロドリフト選手権に熊久保信重を中心とする「チームユークス」（チームオレンジ）として参戦し、PS2向け公式ゲームも発売している。また、自らもハンドルを握って鈴鹿クラブマンレースで優勝し、アルテッツァシリーズにステップアップした後、山田英二と組んでスーパー耐久ST3に日産・フェアレディZで参戦し、2005年シリーズチャンピオンを獲得した。2007年は森脇基恭監督のもと、全日本スポーツカー耐久選手権（ジャパンルマンシリーズ）に参戦し、優勝1回シリーズランキング2位を獲得した。
2010年10月には岡山国際サーキットで開かれた世界ツーリングカー選手権 (WTCC) 日本ラウンドにスポット参戦し（マシンはシボレー・ラセッティ）、1イベント2レース制で争われるWTCCの第1レースでは、プライベーターで競われるインディペンデントクラス最上位となり、クラス優勝を飾った。日本人がWTCCでクラス優勝したのは、これが史上初である。
2011年度はWTCC・インディペンデントクラスにシボレー・クルーズでフル参戦を果たしている。
2018年にはブランパンGTシリーズ・アジア（後のGTワールドチャレンジ・アジア）に参戦、富士スピードウェイで開催された第7戦で優勝した。

## レース戦績

### SUPER GT
| 年     | チーム             | 車両             | クラス | 1   | 2      | 3   | 4   | 5   | 6   | 7   | 8   | DC | ポイント |
| ------ | ------------------ | ---------------- | ------ | --- | ------ | --- | --- | --- | --- | --- | --- | -- | -------- |
| 2012年 | Hitotsuyama Racing | アウディ・R8 LMS | GT300  | OKA | FSW 15 | SEP | SUG | SUZ | FSW | AUT | TRM | NC | 0        |